# 董溪
董溪（763年—811年），字惟深，唐朝河中虞乡（今山西省永济市）人，董晋之子。
董溪明经擢第，三次升官至万年令。后官至商州刺史。讨伐王承宗，擢升为度支郎中，担任东道行营粮料使。运粮使董溪和于皋谟盗用官钱，事发，唐宪宗下诏流放岭南封州，至长沙，宪宗后悔处罚过轻，下密诏派宦官在半道赐死董溪。子董居中，善写诗，被张籍所称道。